# Blackburnium rhinoceros
Blackburnium rhinoceros is een keversoort uit de familie cognackevers (Bolboceratidae). De wetenschappelijke naam van de soort werd in 1864 gepubliceerd door Macleay.